# Артемьев, Пётр (диакон)
Пётр Арте́мьев (1670-е, Суздаль — 21 января 1700, Соловецкий монастырь) — диакон Русской православной церкви. Один из первых русских Нового времени, принявших католичество.

## Биография
Сын православного священника, детство провёл в Нижнем Новгороде, Васильсурске и Суздале. В 1687—1688 учился в Славяно-греко-латинской академии в Москве.
В феврале 1688 года в качестве «ученика и послушника» отправился с Иоанникием Лихудом в Венецию, куда тот был послан с посольством. Предположительно именно в Венеции Артемьев принял католичество. Из Венеции он уехал в Рим, чтобы «поклониться святыням и видети наследника Петрова, отца отцев, вселенского папу», и в конце 1688 года вернулся в Москву. Здесь Патриарх Адриан рукоположил его в сан диакона. Служа в православной Петропавловской церкви Новомещанской слободы, Артемьев продолжал посещать школу Лихудов; сблизился с московскими иезуитами Иржи Давидом и Тобиашем Тихавским, служившими в католической церкви святых Петра и Павла. После их высылки (5 октября 1689) исповедовался и причастился у иезуита-миссионера о. Конрада Терпиловского, бывшего в Москве проездом из Персии.
Начал открыто исповедовать и проповедовать католическую веру в 1698 году; согласно доносу священника той же Петропавловской церкви Патриарху Адриану, «мнози вслед его ереси (в другом источнике: прелести) уклонишася». Вызванный из Суздаля отец не смог образумить сына и уговорить его отречься от католичества; Петр был сослан в Новоспасский монастырь, откуда написал послание Патриарху, выражая готовность принять мученичество, обличая Патриарха и своих учителей-греков и заступаясь за старообрядцев. (Само послание не сохранилось, но известно из ответа на него, озаглавленного «Обличение заблуждений дьякона Петра»).
13 июня 1698 года Собором с участием Патриарха Адриана, других высших иерархов Русской Церкви, а также греческих монахов был расстрижен, предан анафеме и сослан в Важский монастырь (Холмогорская епархия) с повелением держать его в строгой изоляции, не давать чернил и бумаги и не пускать в церковь. Пробыв там с 5 июля по 11 сентября 1689 года, оставался при своих убеждениях, продолжал обвинять русских и греков в расколе и проповедовать воссоединение с Римом. В результате Холмогорский епископ Афанасий заточил его в Соловецкий монастырь, где Пётр Артемьев и умер.